# ラ・クロワ
ラ・クロワまたはラクロワ（英語: La Croix、LaCroix [ləˈkrɔɪ]）は、清涼飲料水のブランド名で、アメリカのウィスコンシン州ラクロスにかつて存在したG・ハイルマン醸造（英語）が発売した。ナショナル・ビバレッジ（英語）に売却され、フルーツの香りを単品や組み合わせ、多種を展開する。

## 沿革
1980年2月、ビール醸造所のG・ハイルマン醸造（本社ウィスコンシン州ラクロス）は炭酸水ラ・クロワの販売を開始する。同じ商品分野のペリエが当時、一部の消費者に上流階級気取りと煙たがられたのに対抗したブランドの一翼であり、販売当初は自社ブランドを「誰でもいつでも」飲めると称し、ニッチな需要を掘り起こした。
ラ・クロワは発売後10年間、アメリカ中西部地域で人気と売り上げを着実に伸ばしてゆき、1992年の市場価値は2500万アメリカドルに成長した。しかし同年、ハイルマンは本業のビール市場から外れた炭酸飲料の経験不足を認め、当ブランドをウィンターブルック（現ナショナル・ビバレッジ＝本拠地フロリダ州フォートローダーデール）に売却する。
やがて2002年にナショナル・ビバレッジはラ・クロワのブランディング更新を模索し始める。議論の末、経営陣の乗り気ではない缶のデザインで売り出したところ、ターゲットとなる消費者に受け入れられ、思わぬ大成功を収めた。これを機に同社は競合ブランドが採用したシンプルで清潔感のあるデザインではなく、派手でカラフルなデザイン性を強調する路線を貫いた。創業当初に意識したとおり上品で洗練されたイメージから意図的に外れ、新たなブランディングを成功させるとアメリカの炭酸水市場の上位に躍り出る。
売り上げの伸びは2010年、健康ブームに乗ってアメリカの消費者が砂糖や人工甘味料入りの清涼飲料から炭酸水に切り替えた成果として現れた。「ダイエット」とうたうソーダ類も販売が鈍り、ブランドとして炭酸水の分野は流通を飲食分野から食料品店やコンビニエンス・ストアに販路を開拓して2倍超に拡大（2010年&ndash;2014年）、2013年6月1日以前の52週に9億6100万ドル（2012-2013会計年度）から、2017年5月27日時点の52週には18億ドルに伸びている。
当社が注力した着香発泡ミネラルウォーターは、精油など天然成分で着香したニッチな市場から、2010年代には「スマートウォーター」と通称され、大手ブランドも従来の商品の販売を続けながらこの新市場（当時）に参入、ペプシは2018年に投入した商標名「バブリー」（英: Bubly）を2019年にはスーパーボウル限定の広報戦略を打って強化、コカコーラは日本でも「ダサニ」（2011年既発）に地域限定で3種の香り付き商品を展開（2019年フジ・アップル＝ペア、ストロベリー・ブラッドオレンジ、ラズベリー・ローズ）、トポチコの「サボーレス」（英: Sabores）は天然果汁が特徴である。

### 広報戦略とデジタル化
ラ・クロワのマーケティングの成功はソーシャル・ネットワーキング（SNS）が大きく伸びたタイミングに居合わせたこと、すなわち競合他社が従来の販促のチャンネルに軸足を置いたのとは対照的にデジタル化を進めてSNSの波をつかんだことが波及し、最も注力したインスタグラムでは支持者が数千人規模の「マイクロ・インフルエンサー」に着目し、カクテルのレシピをハッシュタグで共有するなど、戦略的にファンのお勧めに乗ってパステルカラーの缶入り飲料のデザインをネットワークのあちこちに露出させた。スマホなど画面では缶のデザインが見映えして、またケースで買っても6ドル未満で人気の被写体が手に入る手軽さも強みになり、情報の受け手は成分表示を重んじる健康志向派も取り込まれた。SNS利用者が同製品のパロディ作品を載せると「いいね」や再掲載のランキングが上がり、仮装がお楽しみのハロウィーンでファンが衣装を縫って着て歩いたり、ポップアートの題材になったり、派生効果としてカクテルのガイドサイトが注目され、SNSとの縁が薄い層にも『ニューヨーク・タイムズ』の記事が〈お墨付き〉を与える形になった。

### 証券市場の反応
2017年第2四半期半ばにナショナル・ビバレッジの株価が12%下がった局面でも、証券アナリストは同下期に看板商品ラ・クロワが金額ベースで同社ポートフォリオの35–40％を稼ぐという予測を立てて、テキサス州でやはりY世代に熱く支持される天然炭酸水の地元企業「トポチコ」（Topo Chico）をコカ・コーラが買収したことを、天然炭酸水に大手飲料メーカーが注目し始めた好材料と把握した。アメリカ市場における炭酸水の普及率はその当時、西ヨーロッパの約30％に対し3％と低い点に着目したアナリストは、今後アメリカでも炭酸水の消費が伸びるはずだから、ラ・クロワのもたらす利益を後押しする要素はコカ・コーラやペプシコ、あるいはネスレSAやダノンSAなどの食品メーカーがテイクアウト需要を掘り起こすかどうか、あるいは直接には、製造元がコンビニエンス・ストアや大手スーパーマーケットチェーンなどの流通拡大に積極的に取り組むかと考え、炭酸水に天然香料で味付けをするというビジネスモデルには特許の設定が不可能なため、市場を席巻するには至らないとも見込んだ。
2015年の春、アメリカで砂糖入り炭酸飲料分野は売り上げ続伸の30年間で初めて落ち込む中、ナショナル・ビバレッジはこれを消費者層拡大のチャンスと捉えるとY世代を対象にソーシャル・ネットワーキング・サービス上で大規模な販売促進キャンペーンを打ち、一部の熱狂的な支持者を獲得して売り上げを急回復した。それ以降も砂糖入り炭酸飲料の中でより健康的な商品として、また人気のあるカクテルの割りもの（英語）として販路を広げていく。
アメリカの炭酸水と清涼飲料水の業界は、市場の半分超を占めるペプシコとコカ・コーラ2社で業界の価格を強力に決める作用が働いて、値崩れが起こりにくい。そして企業の体力を示す浮動株の空売り金利は、ドクターペッパー・スナップル・グループ2.35％、コカ・コーラ0.24％、ペプシコ0.11％に対して、ナショナル・ビバレッジは12.6％と1桁の差がありながら、その業界で大手企業の注目しないニッチな市場を開拓した点、また炭酸水といわゆる「天然の精油」香料という素材2つで進んだ点に成長を続けた秘訣が見られる。2017年10月時点でラ・クロワ製造元の同社株価は、過去12ヵ月の株価が120%値上がりした。炭酸飲料を消費するY世代が支持する「カルト飲料」として勢いを増した点は、一部の証券アナリストに懸念されてバブル破裂のリスクを指摘された(要登録)。その時点で時価総額50億ドル弱の規模に成長しており、20年弱さかのぼった1992年に同4200万ドルであったことを知る証券アナリストも、株価予想は1株40ドルから135ドル見当とばらつきがあった（ブルームバーグ調べ）。株価予測すなわち市場の動きが不安定な要因の1つに、発行株数のおよそ約74％を大株主1人が握り、投資家にとって旨みが薄い点にある。市場が株価を過大に評価しているとみなすアナリストは、1株106ドルをつけても実勢で1株当たり86ドルで安定すると予想した。あるいは同社の商材として香料を加えたスパークリング・ウォーターのシャスタやエナジー・ドリンク、炭酸入りジュースも販売しており、いずれも2017年10月12日時点の見込みで成長は販売ベースで横ばいから1桁台前半とされた。

## 風味の種類
| 発売年 | 風味の種類                                                  | Cúrate（クラーテ）                                                                           | NiCola（ニコラ） |
| ------ | ----------------------------------------------------------- | -------------------------------------------------------------------------------------------- | --- |
| 2004   | ピュア（無味）、レモン、クラン＝ラズベリー オレンジ、ベリー |                                                                                              | |
| 2008   | グレープフルーツ                                            |                                                                                              | |
| 2011   | ココナッツ                                                  |                                                                                              | |
| 2012   | モモ＆ナシ                                                  |                                                                                              | |
| 2014   | アプリコット（英語）、マンゴー、パッションフルーツ          | Cerise Limón（セリーズ・リモン）、Pomme Bayá（ポム・バヤ）、Piña Fraise（ピニャ・フレーズ）  | |
| 2015   | タンジェリン（英語）                                        | Kiwi Sandia（キウイサンディア）、Melón Pomelo（メロンポメロ）、Múre Pepino（ムーレペピーノ） | laCola（ラコーラ）、Cubana（キュバーナ＝販売終了）、Cafe Cola（カフェコーラ＝販売終了）                                                     |
| 2017   | キーライム                                                  |                                                                                              | |
| 2019   |                                                             |                                                                                              | Coconut Cola（ココナッツコーラ）、Cubana (Mojito)（キュバーナ／モヒート）、Coffea Exotica（カフェア・エキゾチカ、スマトラコーヒー＆コーラ） |
| 2020   | ハイビスカス!、リモンセロ、スイカ                           |                                                                                              | |
| 2021   | ピーチプラム、ブラック＝ラズベリー、グアバ                  |                                                                                              | |
| 2022   | サクラ                                                      |                                                                                              | |

## 売り上げ
販売記録は公表されていないものの、市場調査によるとラ・クロワはアメリカの清涼飲料市場のシェア30％を占め、競合相手のペリエの2倍とされる。

## 論争

### 「総天然」という宣伝
「総天然」とうたった宣伝を採用してきた製造元に対し、シカゴの法律事務所ボーモント・コステール（Beaumont Costales）は2018年10月、ラ・クロワに酪酸エチル、リモネン、リナロールなどを使用しているとして集団訴訟を起こした。同社は「ラ・クロワの着香料はすべて天然である」という姿勢を貫き、この件は原告の訴訟取り下げと主張の撤回によって幕を閉じた。
不正・詐欺的取引慣行規制法（Unfair and Deceptive Trade Practices Act）の違反を主張した訴訟では、2019年1月29日にニューヨーク州南部管轄地方裁判所（英語）にジョージア大学応用同位体研究センターが実施した同位体およびガスクロマトグラフィー質量分析を証拠として示した。こちらも2020年9月に取り下げている。

### 注
1. ↑  発泡天然水（セルツァー）に着香した商品を使い、アルコール類を加えた「ハードセルツァー」（アルコール入りスパークリング・ウォーター）と呼ぶ。コカ・コーラはアメリカなどに続き、2021年7月15日から日本で「トポチコ ハードセルツァー」の先行販売を地域限定で始めた[8]。
2. ↑  ラ・クロワの成分表示は「砂糖不使用、人工甘味料不使用、カロリー無用」であった。
3. ↑  2017年7月、アルコール中心のオンライン雑誌「パンチ」は「決定版ガイド＝ラ・クロワで作るカクテル」を掲載[11]。
4. ↑  大株主のニック・カポレラはラ・クロス製造元ナショナル・ビバレッジ社の最高経営責任者。
5. ↑  酢酸エチルは動物実験の半数致死量（LD50）がラットへの経口投与で体重1kgあたり13g、経皮投与はウサギで2g/kg以上[33]。成分分析はリモネン[34]、リナロール[35]にもある。